# Rotterdam Open 1986
Il Rotterdam Open 1986, conosciuto anche come ABN AMRO World Tennis Tournament 1986 per motivi di sponsorizzazione, è stato un torneo di tennis giocato sul sintetico indoor. È stata la 13ª edizione del Rotterdam Open e fa parte del Nabisco Grand Prix 1986. Si è giocato all'Ahoy Rotterdam indoor sporting arena di Rotterdam in Olanda Meridionale, dal 24 al 30 marzo 1986.

## Campioni

### Singolare
Joakim Nyström ha battuto in finale  Anders Järryd con il punteggio di 6–0, 6–3

### Doppio
Stefan Edberg /  Slobodan Živojinović hanno battuto in finale  Wojciech Fibak /  Matt Mitchell con il punteggio di 2–6, 6–3, 6–2